# Mordellistena luteorubra
Mordellistena luteorubra es una especie de coleóptero de la familia Mordellidae.

## Distribución geográfica
Habita en Costa de Marfil.